# Hypoxidia maheensis
Hypoxidia maheensis är en enhjärtbladig växtart som beskrevs av Francis Friedmann. Hypoxidia maheensis ingår i släktet Hypoxidia och familjen Hypoxidaceae. IUCN kategoriserar arten globalt som starkt hotad. Inga underarter finns listade i Catalogue of Life.